# 규모의 비경제
규모의 비경제(영어: Diseconomies of scale)는 경제학에서 비효율적인 요소로 인해 생산 규모를 확대할수록 단위당 생산 비용이 오히려 증가하는 경우이다. 생산 규모가 커질수록 단위당 생산 비용이 감소한다는 규모의 경제와는 반대되는 개념이며 산출률이 최적수준을 초과하여 증가하면 단위당 평균원가는 점증적으로 증가한다.
규모의 비경제의 이유는 사내 통신비용의 증가, 중복업무, 경영진의 비대화 등이 있다.

## 같이 보기
- 링겔만 효과
- 대마불사 (경제학)